# Ortopiroksen
Ortopirokseny – podgrupa minerałów zwanych piroksenami o wzorze ogólnym XY(Si,Al)2O6, gdzie X oznacza wapń, magnez, sód lub żelazo2+ (rzadziej cynk, lit lub mangan), natomiast Y – jony zwykle mniejszych rozmiarów: chromu, glinu, żelaza3+, magnezu, manganu, skandu, tytanu czy wanadu. Cechą wyróżniającą ortopirokseny jest rombowa struktura krystaliczna.
Przykładowe minerały należące do ortopiroksenów to hipersten, enstatyt, bronzyt i ferrosilit.